# 刺繡データ
刺繡データ（ししゅうデータ、パンチと呼ばれることもある）は、刺繡機（自動刺繡ミシン）が特定のデザインを刺繡するに当たって必要なデータである。
業務用には、1960年代には既にジャカード織機の構造を応用した自動刺繡ミシンが登場していたことから、それらの刺繡機向けのパンチカードの形で刺繡データが作成されることが当時から一般的となっていた。その後1977年に日本のバルダンが初めてコンピュータ制御による自動刺繡ミシンを開発し爆発的なヒットを記録、他社もそれに追随したため、以後は電子データの形で刺繡データを保存することが一般的となり、それまでのパンチカード形式のデータも電子データへ変換する作業が進められた。
現在個人向けに該当するソフトとしてはブラザー工業の「刺しゅうプロ」などがある。
ただし業務用・個人用どちらについても、具体的なデータフォーマットの中身はメーカー毎に異なっていることがほとんどである。フォーマットの自動変換ソフトもいくつか存在するが、完全な変換は難しく、ソフトによる変換後に手作業による修正を必要とすることが多い。